# Neoseiulus aceriae
Neoseiulus aceriae är en spindeldjursart som först beskrevs av Gupta 1975.  Neoseiulus aceriae ingår i släktet Neoseiulus och familjen Phytoseiidae. Inga underarter finns listade i Catalogue of Life.